# Dansk Zionistforbund
Dansk Zionistforbund er en dansk zionistisk forening, der har til formål at udbrede kendskabet til Israel. Det sker gennem deltagelse i den offentlige debat, støttedemonstrationer og debatmøder.
Foreningen har ca. 200 indivuelle medlemmer. Den bygger sit arbejde på Jerusalem-erklæringen og er medlem af Fælleskomiteen for Israel og World Zionist Organization. Desuden samarbejder Dansk Zionistforbund med Dansk-Israelsk Forening og Dansk-israelsk Selskab.
Dansk Zionistforbund udgiver foreningstidsskriftet Israel tre gange årligt. Forbundets formand er Max Meyer.